# Hasna Benhassi
Hasna Benhassi (arabsko حسنة بنحسي‎‎), maroška atletinja, * 1. junij 1978, Marakeš, Maroko.
Nastopila je na poletnih olimpijskih igrah v letih 2000, 2004 in 2008, osvojila je srebrno in bronasto medaljo v teku na 800 m, ob tem še osmo mesto v isti disciplini in dvanajsto v teku na 1500 m. Na svetovnih prvenstvih je osvojila srebrni medalji v teku na 800 m v letih 2005 in 2007, na svetovnih dvoranskih prvenstvih pa naslov prvakinje v teku na 1500 m leta 2001 in bronasto medaljo v teku na 800 m leta 2006.